# George Quaade

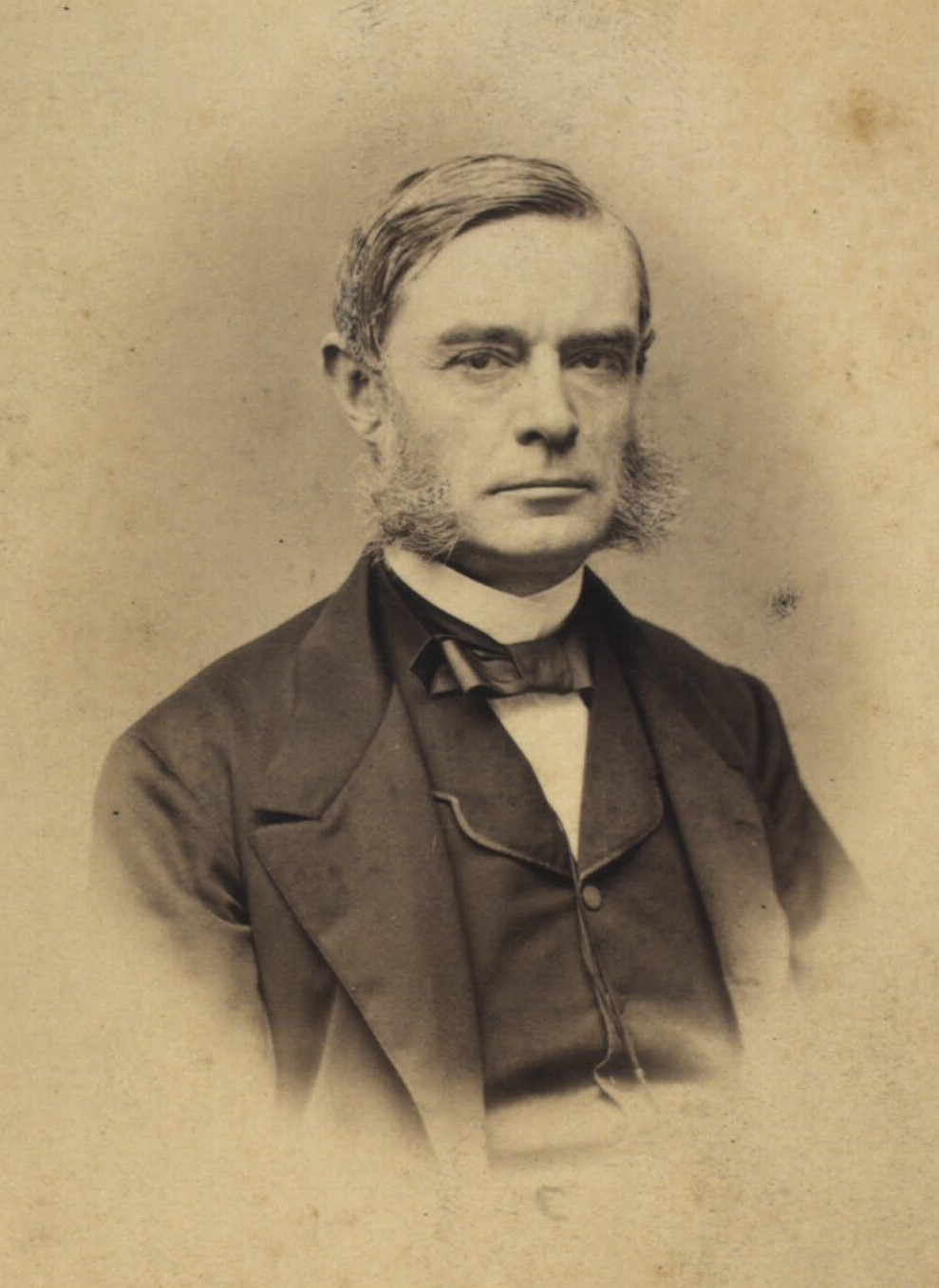
George Quaade

George Joachim Quaade (* 30. August 1813 in Helsingør; † 7. April 1889 in Kopenhagen) war ein dänischer Diplomat und Außenminister.

## Leben
Quaade war der Sohn des Generalmajors Peter Friderich Quaade (1779–1830). 1831 nahm er das Jurastudium auf und machte 1836 sein Staatsexamen. 1838 wurde er Kanzellist im Departement für ausländische Angelegenheiten, 1840 Hofjunker, 1842 Kammerjunker. Am 15. Dezember 1847 wurde er als interimer Legationssekretär nach Berlin, aber als der Krieg ausbrach, wurde er zum Expeditionssekretär ernannt. Am 31. März 1860 folgte die Ernennung zum Ministerresidenten in Den Haag und Brüssel, wechselte aber am 19. Oktober nach Berlin. Am 8. Januar 1864 trat er in das Kabinett Monrad als Außenminister ein. Als das Kabinett Bluhme II am 11. Juli 1864 die Regierung übernahm, wurde Quaade Minister ohne Geschäftsbereich.
Als nach schweren dänischen Verlusten im Deutsch-Dänischen Krieg ein Waffenstillstand in England verhandelt wurde, lehnte Quaade die britische Idee eines Referendums in Schleswig ab, mit der Begründung dies sei gegen seine „Instruktionen“. Daraufhin kam es zu neuen Feindseligkeiten und Preußen und Österreich besetzten ganz Schleswig. Später wurde Quaade zu den Friedensverhandlungen in Wien geschickt. Nach Abschluss der Friedensverhandlungen wurde er am 13. Mai 1865 in Berlin akkreditiert und gab damit seinen Ministerposten auf.
1884 nahm er seinen Abschied.
Quaade war seit 1851 mit Baronesse Caroline Amalie Selby verheiratet (1824–1864), ab 1863 mit ihrer Zwillingsschwester, die als Witwe in Kopenhagen lebte. Er war Träger des Großkreuzes des Dannebrogordens.

## Endnoten
1. 1 2  Dansk biografisk leksikon.
2. ↑  Qvortrup 2014, S. 22.
3. ↑  Vgl. Salmonsens konversationsleksikon.

| Personendaten    | Personendaten                               |
| ---------------- | ------------------------------------------- |
| NAME             | Quaade, George                              |
| ALTERNATIVNAMEN  | Quaade, George Joachim (vollständiger Name) |
| KURZBESCHREIBUNG | dänischer Diplomat und Außenminister        |
| GEBURTSDATUM     | 30. August 1813                             |
| GEBURTSORT       | Helsingør                                   |
| STERBEDATUM      | 7. April 1889                               |
| STERBEORT        | Kopenhagen                                  |